# Woodstock (filme)
Woodstock é um documentário sobre o Festival de Woodstock lançado em 1970. Foi dirigido por Michael Wadleigh, e editado por Martin Scorsese e Thelma Schoonmaker, entre outros. Foi indicado ao Oscar de "Melhor Trilha-Sonora", "Melhor Edição" e "Melhor Documentário", vencendo este último.
Em 1994 foi lançada a versão oficial do diretor, expandida para 225 minutos. Em 1996, a edição original foi selecionada para preservação no Registro Nacional de Filmes da Biblioteca do Congresso dos Estados Unidos por seu "significado cultural histórico ou estético".

## Artistas por ordem de aparição
| No.  | Artista                        | Canção                                                                     |
| 1.*  | Crosby, Stills & Nash          | "Long Time Gone"                                                           |
| 2.*  | Canned Heat                    | "Going Up the Country"                                                     |
| 3.*  | Crosby, Stills & Nash          | "Wooden Ships"                                                             |
| 4.   | Richie Havens                  | "Handsome Johnny"                                                          |
| 5.   | Richie Havens                  | "Freedom" / "Sometimes I Feel Like a Motherless Child"                     |
| 6.   | Canned Heat                    | "A Change Is Gonna Come" **                                                |
| 7.   | Joan Baez                      | "Joe Hill"                                                                 |
| 8.   | Joan Baez                      | "Swing Low Sweet Chariot"                                                  |
| 9.   | The Who                        | "We're Not Gonna Take It" / "See Me, Feel Me"                              |
| 10.  | The Who                        | "Summertime Blues"                                                         |
| 11.  | Sha-Na-Na                      | "At the Hop"                                                               |
| 12.  | Joe Cocker and the Grease Band | "With a Little Help from My Friends"                                       |
| 13.  |                                | "Crowd Rain Chant"                                                         |
| 14.  | Country Joe and the Fish       | "Rock and Soul Music"                                                      |
| 15.  | Arlo Guthrie                   | "Coming Into Los Angeles"                                                  |
| 16.  | Crosby, Stills & Nash          | "Suite: Judy Blue Eyes"                                                    |
| 17.  | Ten Years After                | "I'm Going Home"                                                           |
| 18.  | Jefferson Airplane             | "Saturday Afternoon" / "Won't You Try" **                                  |
| 19.  | Jefferson Airplane             | "Uncle Sam's Blues" **                                                     |
| 20.  | John Sebastian                 | "Younger Generation"                                                       |
| 21.  | Country Joe McDonald           | "FISH Cheer / Feel-Like-I'm-Fixing-to-Die-Rag"                             |
| 22.  | Santana                        | "Soul Sacrifice"                                                           |
| 23.  | Sly and the Family Stone       | "Dance To The Music" / "I Want To Take You Higher"                         |
| 24.  | Janis Joplin                   | "Work Me, Lord" **                                                         |
| 25.  | Jimi Hendrix                   | "Voodoo Child (Slight Return)" (creditada como "Voodoo Chile" no filme) ** |
| 26.  | Jimi Hendrix                   | "The Star-Spangled Banner"                                                 |
| 27.  | Jimi Hendrix                   | "Purple Haze"                                                              |
| 28.  | Jimi Hendrix                   | "Woodstock Improvisation" **                                               |
| 29.  | Jimi Hendrix                   | "Villanova Junction"                                                       |
| 30.* | Crosby, Stills & Nash          | "Woodstock" / "Find the Cost of Freedom"                                   |

* créditos de abertura e finais (sem imagens da apresentação)

** ausente da versão original, apenas na versão do diretor